# Muchtar Schäkischew
Muchtar Jerkinuly Schäkischew (kasachisch Мұхтар Еркінұлы Жәкішев, russisch Мухтар Еркынович Джакишев/Muchtar Jerkynowitsch Dschakischew; * 28. Juni 1963 in Alma-Ata, Kasachische SSR) ist ein kasachischer Geschäftsmann.

## Leben
Muchtar Schäkischew wurde 1963 in Alma-Ata geboren. Nach seinem Schulabschluss besuchte er zuerst die Kasachische Nationale Universität und wechselte dann ans Moskauer Institut für Physikingenieurwesen, wo er sein Studium 1986 als Physikingenieur abschloss. Danach arbeitete er zunächst an der Kasachischen Nationalen Universität in Alma-Ata. Im Jahr 1989 absolvierte er die Graduiertenschule des Instituts für Physikingenieurwesen.
In den Jahren 1989 bis 1992 arbeitete er als Experte bei der Hauptverwaltung für innere Angelegenheiten des Moskauer Exekutivkomitees. Anschließend arbeitete er für das Unternehmen Butya, zuerst als Handelsdirektor und Finanzdirektor, später als Präsident des Unternehmens. 1995 war er für den kasachischen Ableger des österreichischen Stahlkonzerns voestalpine als Vertreter im Kombinat in Qaraghandy tätig. Auch in den folgenden Jahren hatte er verschiedenen leitenden Positionen bei Unternehmen inne, so als Präsident  von Sangar (1996–1997), als Präsident von Sacharny zentr (1997) und als Präsident von Alautransgas (1997–1998).
Am 8. September 1998 wurde er Vorstandsvorsitzender des ein  Jahr zuvor gegründeten staatlichen Uranbergbauunternehmen Kazatomprom. Zwischen Oktober 2001 und Februar 2002 bekleidete er den Posten des stellvertretenden Ministers für Energie und Bodenschätze.

## Strafverfolgung
Am 21. Mai 2009 wurden Schäkischew als Vorstandsvorsitzender von Kazatomprom und seine drei Stellvertreter durch Beamte des KNB verhaftet. Ihm wurde Diebstahl und Veruntreuung von Staatseigentum vorgeworfen. Schäkischew soll einen Großteil der Uranvorkommen des Landes im Wert von mehreren Milliarden US-Dollar über Firmen im Ausland in seinen Besitz gebracht haben. Die Behörden gaben an, er hätte rund 60 Prozent der kasachischen Uranvorkommen in seinen Besitz gebracht. Am 1. Juni präsentierte der KNB anwesenden Journalisten ein Video der anderen Verhafteten, die ihre eigenen Verbrechen gestanden und Schäkischew belasteten. Die kasachische Opposition bezeichnete die Verhaftung als politisch motiviert und zog Parallelen zum Fall von Muchtar Äbljasow. Neben Schäkischew und Äbljasow wurden in den vergangenen Monaten die Manager weiterer Staatsunternehmen verhaftet und zu langjährigen Haftstrafen verurteilt.
Der Prozess gegen Schäkischew begann am 22. Dezember vor einem Bezirksgericht in der kasachischen Hauptstadt Astana unter Ausschluss der Öffentlichkeit. Er selbst wies alle Vorwürfe zurück und bezeichnete das Verfahren ebenfalls als politisch motiviert. Im Januar 2010 tauschte der KNB Schäkischews Anwalt aus. Seine Frau gab an, dass dies ohne die Zustimmung ihres Mannes geschah. Anfang März eröffneten die Behörden ein zusätzliches Ermittlungsverfahren, in dem sie ihm Geldwäsche vorwarfen. Am 12. März verurteilte das Gericht in Astana Schäkischew zu 14 Jahren Haft. Er wurde der Veruntreuung ihm anvertrauter Sachanlagen (Art. 176), Bestechlichkeit (Art. 311) sowie des Betruges (Art. 177) schuldig gesprochen. Am 21. Juni 2012 wurde er auch im zweiten Verfahren schuldig gesprochen.
International wurde das Verfahren kritisiert. Schäkischews Angehörige wurden erst drei Tage nach der Verhaftung über die Gründe für die Verhaftung, seinen Aufenthaltsort und seinen gesundheitlichen Zustand informiert. Seine Frau durfte ihn erst zwei Monate, nachdem er in Untersuchungshaft genommen wurde, das erste Mal besuchen. Im weiteren Verlauf wurden die Angehörigen mehrere Male davon abgehalten, Muchtar Schäkischew zu besuchen. Der KNB verhinderte für die meiste Zeit des Prozesses, dass unabhängige Anwälte an diesem Fall arbeiten. So untersagten es Mitarbeiter des KNB dem Anwalt, Einzelheiten des Strafverfahrens mit dem Angeklagten zu besprechen. Auch persönliche Aufzeichnungen des Anwalts wurden beschlagnahmt. Des Weiteren war es unabhängigen Anwälten auch nicht möglich, andere Personen zu befragen, die in diesen Fall involviert waren und Schäkischew in ihren Aussagen belasteten. Während der Anhörungen vor Gericht hatte er mehrmals gesundheitliche Probleme, das Gericht verweigerte jedoch eine medizinische Behandlung oder eine Verschiebung des Gerichtstermins.
Am 9. Dezember 2015 stellte der UN-Menschenrechtsausschuss die Verletzung mehrerer Artikel des UN-Zivilpakts durch Kasachstan in dem Verfahren fest. So wurde Schäkischews Recht auf eine menschenwürdige Behandlung und Respekt für die Würde, das Recht auf eine faire und öffentliche Verhandlung, das Recht auf persönliche Anwesenheit vor Gericht und das Recht auf eine ordentliche Vorbereitung der Verteidigung sowie das Recht, mit seinen Anwälten zu kommunizieren, verletzt. Laut Menschenrechtsausschuss besteht zudem der Verdacht, dass er unbegründet verhaftet und festgehalten wurde. Kasachstan wurde aufgefordert, das Urteil aufzuheben, Schäkischew aus dem Gefängnis zu entlassen und, wenn nötig, ein neues Verfahren durchzuführen.
Am 3. März 2020 gab ein Gericht in Semei die vorzeitige Haftentlassung Schäkischews bekannt, nachdem in den letzten beiden Jahren zuvor zwei Anträge auf Bewährung  abgelehnt worden waren. Am 19. März wurde er aus dem Gefängnis entlassen, er unterliegt bis zum Ende seiner Strafe jedoch bewährungsähnlichen Auflagen, so darf er unter anderem das Land nicht verlassen.